# Istralandia
Aquapark Istralandia är ett äventyrsbad i Brtonigla i Kroatien. Det invigdes den 21 juni 2014 och var då det första i sitt slag i Kroatien. Istralandia är belägen på huvudvägen mellan Novigrad och Nova Vas i den kroatiska delen av Istrien. 

## Beskrivning
Istralandia täcker en fristående yta om 80 000 m2 öster om Novigrad och söder om Brtonigla. Mot inträdesavgift har besökare tillgång till 7 000 m3 vatten och flera attraktioner, däribland en 2 500 m2 stor vågpool och tjugo vattenrutschkanor vars totala sammanlagda längd uppgår till 1,2 kilometer. 
Äventyrsbadet ägs av det Poreč-baserade bolaget Aqua Park d.o.o. och badets uppförande kostade drygt tio miljoner euro.